# Romanework Haile Selassie
Romanework Haile Selassie eller Romane Work Haile Selassie, född 1913, död 1940, var en etiopisk prinsessa, dotter till kejsar Haile Selassie och hans första hustru Woizero Altayech.